# Fanny et Cie
Fanny et Cie ou Les Marteaux (De Kiekeboes ou Kiekeboe jusqu'en mai 2010) est le nom d'une bande dessinée flamande, dessinée et écrite par Robert Merhottein sous le pseudonyme Merho et publiée par les Éditions Standaard en Belgique et aux Pays-Bas. Malgré sa forte popularité qui lui permet d'atteindre des tirages de 90 000 exemplaires par an pour les pays néerlandophones et sur une collection de plus de 130 livres, seuls trois albums ont été traduits en français :
Fanny et Cie
1. Le Sang Blanc, 1992, Het Witte Bloed
2. Le Cas Luc As, 1992, De Zaak Luc Raak

Les Marteaux
1. Canards en pagaille, 2012, Alle eendjes